# Alpenstrandbad Semmering

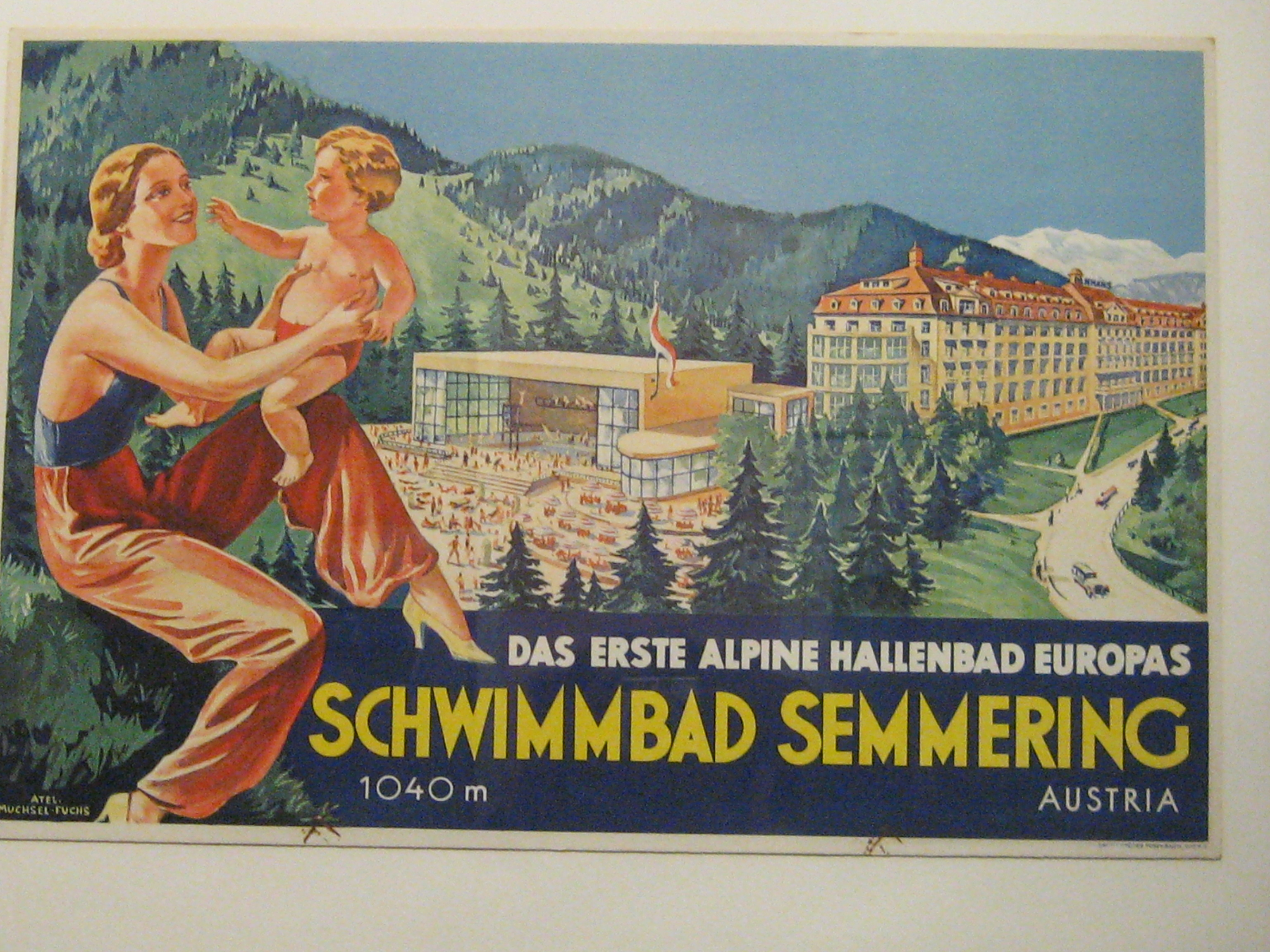
Werbeplakat von 1932

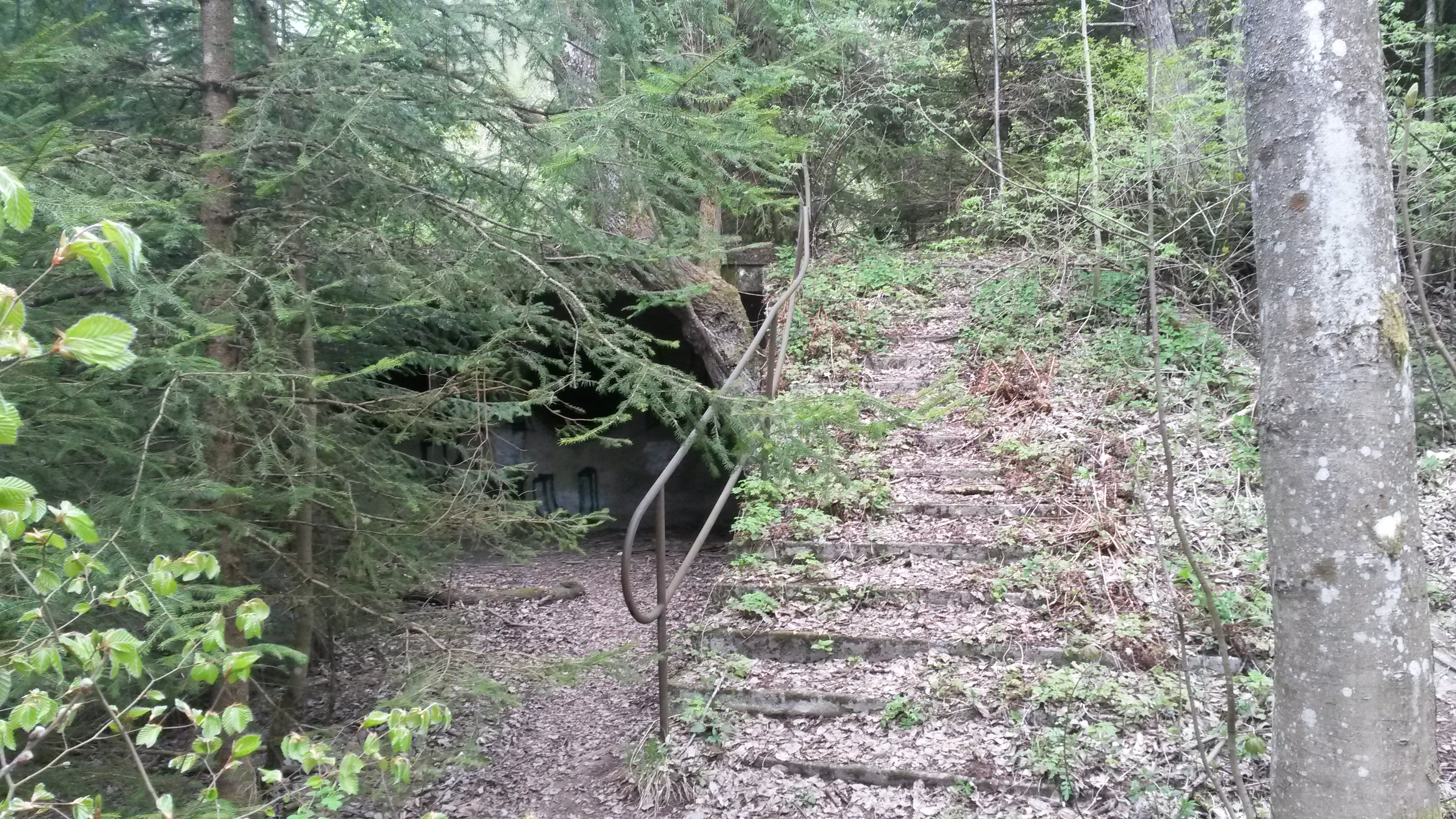
Aufgang zur oberen Terrasse

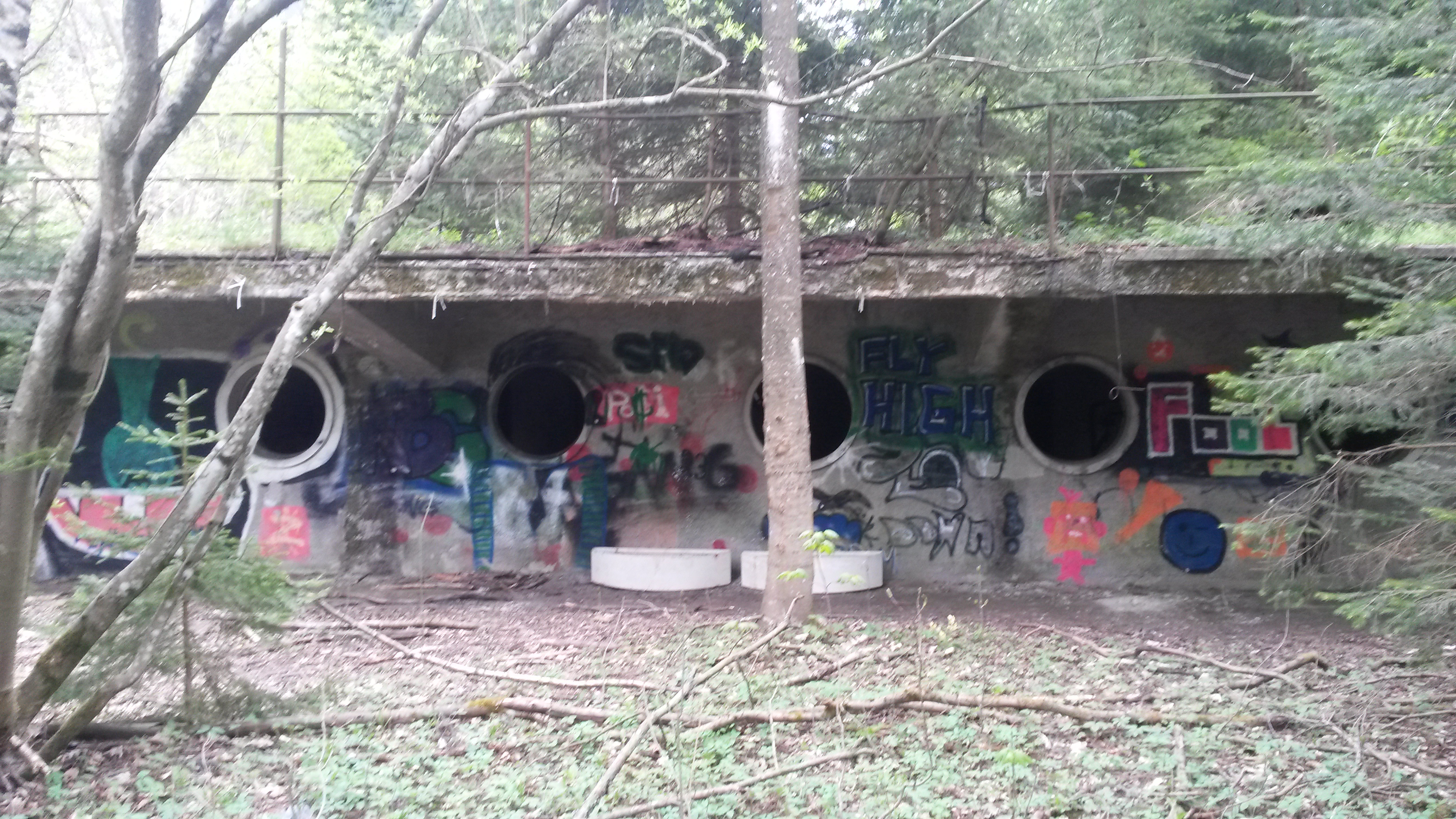
Südwand des ehemaligen Fitnessraumes

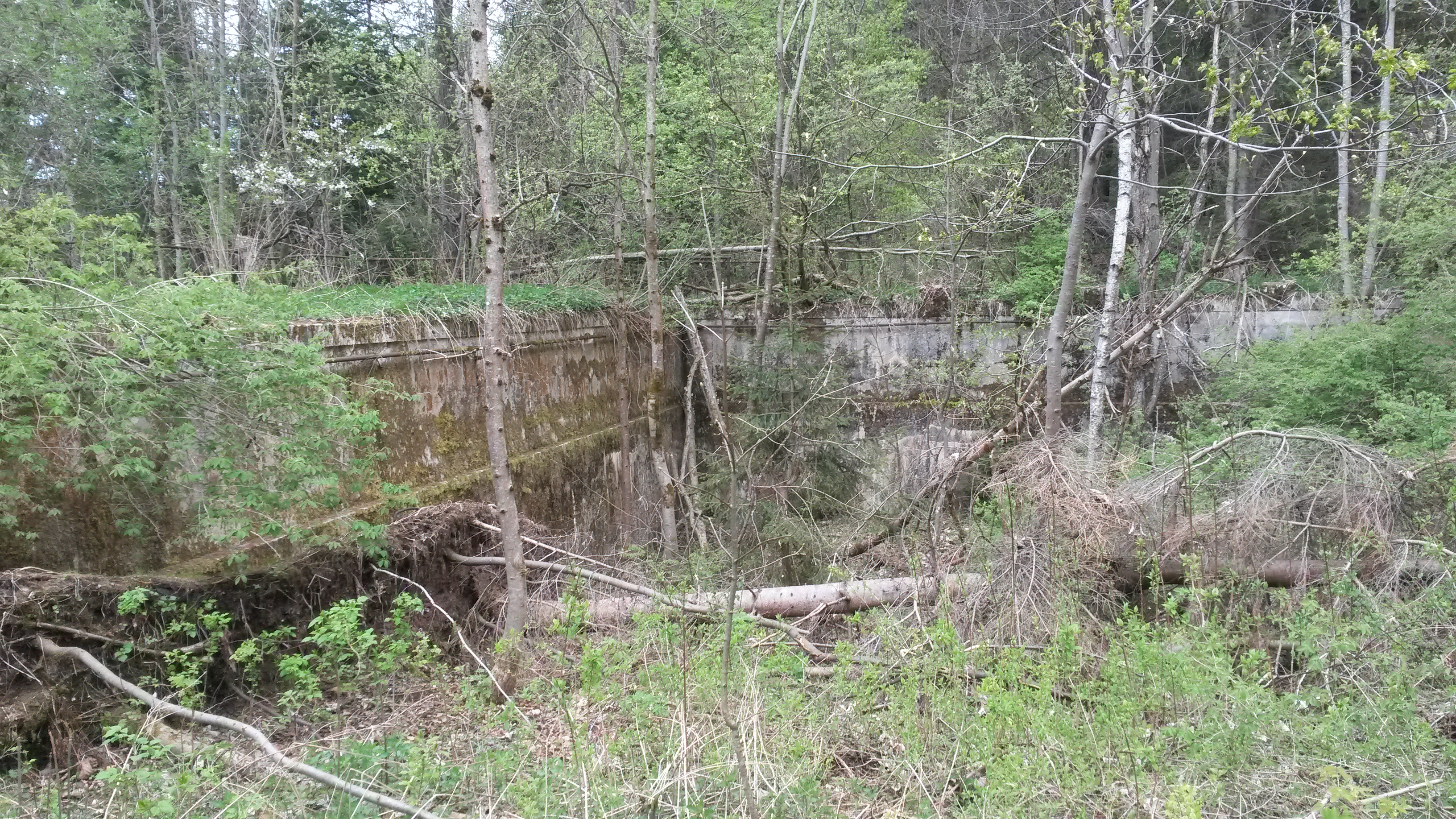
Großes Schwimmbecken, Blick aus Osten

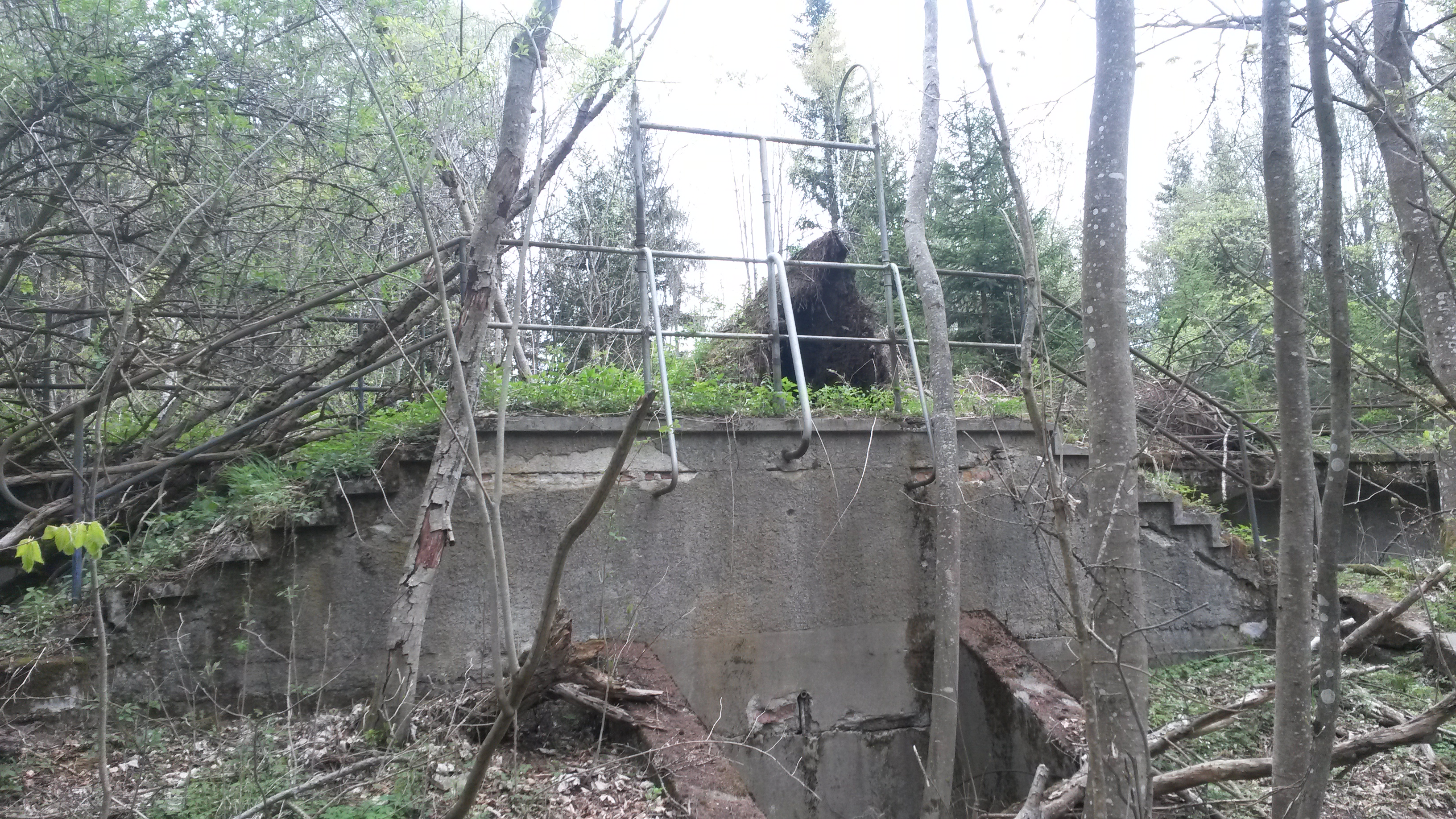
Duschen und Abgang zur Liegewiese

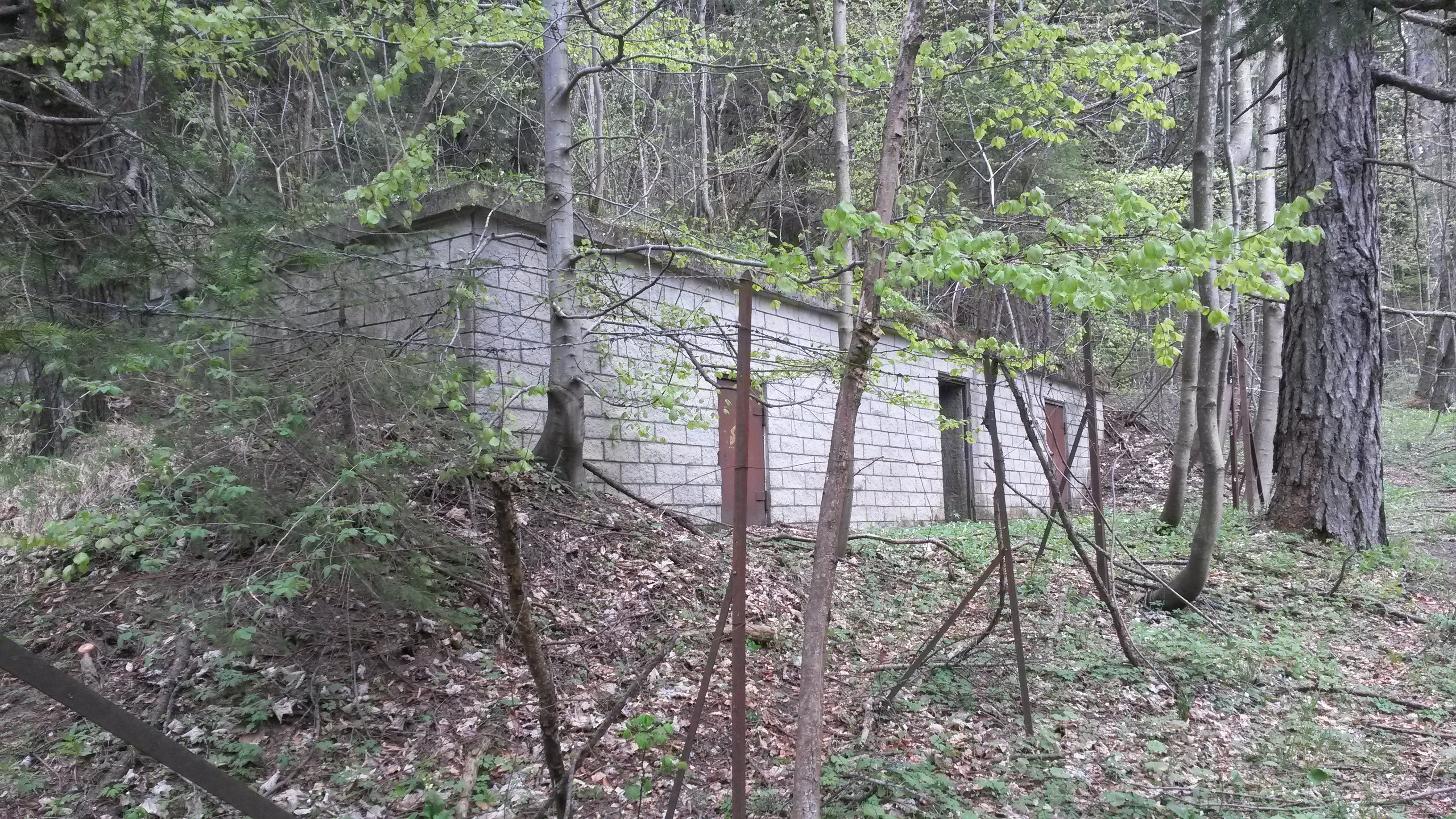
Brunnenhaus

Das Alpenstrandbad Semmering war ein Hallenschwimmbad im Verbund der Freizeiteinrichtungen des Hotel Panhans. Es galt als ein Wahrzeichen der Moderne und war ein Tourismusmagnet im Semmeringgebiet der Zwischenkriegszeit. Nach rund 30 Betriebsjahren wurde es wieder stillgelegt und im Zuge der Sanierung des Hotelkomplexes in den frühen 1980er Jahren teilweise abgetragen.

## Baugeschichte
Bereits seit 1928 plante die Gemeinde Semmering die Errichtung eines Hallenbades auf den Panhans-Gründen. Auf der steirischen Seite des Semmerings wurden hierfür zur Wasserversorgung neue Quellen gefasst. Das Projekt konnte aber aus Geldmangel letztlich nicht realisiert werden.
1930 erwarb der aus Estland stammende Großunternehmer William D. Zimdin (1880–1951) das Grand Hotel (Semmeringer Hotel- und Kuranstalt AG) und bemühte sich in den nächsten Jahren sehr erfolgreich um eine Wiederbelebung des Hauses. Darunter fiel der Bau des Hallenbades, das damals international als erstes „alpines“ Exemplar großes Aufsehen erregte, ab 1934 der Betrieb eines Spielcasinos (sog. „Alpen-Casino“) und eine von Zimdin finanzierte Schienenbusverbindung nach Wien („Schienobus“). Auch der Refrain eines extra dafür komponierten „Panhans-Strandbad-Fox“ von Josef Wolf war auf diese Werbelinie abgestimmt. Das Schwimmbad wurde; offensichtlich in Konkurrenz zu dem viel kleineren Hallenbad des rivalisierenden Südbahnhotels, 1932 in der Rekordzeit von nur acht Wochen nach den Plänen der Architekten Anton Liebe und Ludwig Stigler errichtet. Es wurde unabhängig vom Hotel als eine der Attraktionen des gesamten Semmeringgebietes, z. B. unter dem Schlagwort „Lido Alpin“, beworben und sollte einmal mehr den alten Semmering-Traum wahr werden lassen, sich zwar inmitten einer urtümlichen Landschaft zu befinden, gleichzeitig aber auch sehr komfortabel untergebracht zu sein. Bei der Eröffnung im Juli 1932 hielt Zimdin sich im Ausland auf, die Festrede im Namen der Panhans AG hielt stattdessen, im Beisein des Gemeinderates Anton Purkarth, der langjährige Kurarzt des Hotels, Dr. Max Siegel. Das Bad überstand den Zweiten Weltkrieg und auch die nachfolgende russische Besatzungszeit ohne größere Schäden, und der Badebetrieb konnte noch bis Mitte der 1960er Jahre aufrechterhalten werden.
Der endgültige Niedergang des Badekomplexes setzte mit der Übernahme der schwer defizitären Panhansgesellschaft durch den deutschen Finanzjongleur Bruno Przetak im Oktober 1968 ein. Dieser versprach neben der Revitalisierung des Hotels auch eine umfassende Erneuerung des Alpenbades. Stattdessen ließ er kurz vor seiner Verhaftung u. a. noch den inneren Hallenplafond abreißen, um damit die Öfen des Hotels zu beheizen. Im Zusammenhang mit seiner Schließung 1969 und dem folgenden jahrzehntelangen Leerstand des Hotels wurde das Inventar des Bades fast restlos geplündert und dabei auch dessen Infrastruktur, hier vor allem die Verglasung der Halle, durch Vandalismus weitestgehend zerstört. Schließlich trat wegen der langen Verwahrlosung der tragenden Strukturen die Baufälligkeit ein, und der Oberbau des Badegebäudes musste Anfang der 1980er Jahre im Rahmen der Revitalisierungsmaßnahmen am Hotelkomplex aus Sicherheitsgründen abgetragen werden. Vor dem Abriss wurden die Schiebewände abgebaut und später einer neuen Verwendung zugeführt.

## Gebäude
Das gesamte Gelände der Badeanlage war von einem Zaun umgeben, dessen Eingang im Osten lag, hier stand auch ein hölzernes Kassenhäuschen. Der Besucherparkplatz befand sich südöstlich und dient heute als Parkplatz der Eigentumswohnungen des Panhanskomplexes. Zum Außenbereich zählten auch ein Brunnenhaus, ein Rosengarten, eine Liegewiese und ein Sportplatz.
Die Längsachse des Hauptgebäudes war von NO nach SW ausgerichtet. Sein Oberbau war hauptsächlich eine Konstruktion aus Stahlträgern, Holz und Glas. Die Wände und Decken seines Unterbaus, d. h. obere Terrasse, Fitnessräume, Technikbereich und Schwimmbecken, bestanden aus Stahlbeton.
Betreten wurde das Badegebäude im Osten über die Treppe der großen Terrasse bzw. des Sitzgartens, der den Gebäudekomplex im Osten und Süden umgab. Von dort aus führte eine weitere Treppe auf die obere Terrasse. Dort befand sich der Zugang zum Ostflügel mit Restaurant, Toiletten und Waschräumen sowie dem Eingang zur Schwimmhalle. Der einstöckige Nordflügel der Halle beherbergte die Umkleidekabinen und Toiletten der Damenabteilung. In der Halle selbst lag das große, 25 Meter lange Schwimmbecken mit zwei Zugangstreppen am Ostende, abgeschrägtem Boden, umlaufender Haltestange und einem Sprungturm-Rohrgestell sowie gemauerten Startpodesten am Westende. Am Ostende der Halle war noch zusätzlich ein kleines Planschbecken für Kinder eingebaut. Über eine hölzerne Galerie an Nord- und Ostwand gelangte man zu den Umkleideräumen im Obergeschoß des Nordflügels. Das technisch bemerkenswerteste Konstrukt war die südliche, 40 Meter lange Hallenwand, die aus acht verglasten, auf Laufschienen gehängten Stahlrahmen bestand. Sie konnte in den Sommermonaten durch Ineinanderschieben fast vollständig geöffnet und so den Badegästen der Zutritt auf die obere Terrasse ermöglicht werden. Durch eine Treppe im NO der Halle gelangte man in das Untergeschoß bzw. den Fitnessbereich, der mit diversen Trainingsgeräten ausgestattet war. Die Rahmen seiner acht kreisrunden Fenster sind heute noch zu sehen. Zu den Funktionsräumen des großen Beckens (Wasser- und Chlorzuleitungsanlage) gelangte man über einen Zugang im Nordwesten der Halle.
Ein großes Problem war von Anfang an die Beheizung. Die zugehörige Technik befand sich im Keller des Hotelgebäudes. Die dort produzierte Warmluft wurde zum Bad geleitet und mittels zweier elektrischer Gebläse in die Halle abgegeben. In der kalten Jahreszeit gelang es trotzdem nie (insbesondere auch wegen der ungedämmten Wände und Fenster), die Innentemperatur der Schwimmhalle auf ein als angenehm empfundenes Niveau zu bringen. Das Bad war deshalb im Winter geschlossen. Die Abluft wurde über fünf gebogene Kamine an der Nordseite des Hallendachs ausgeblasen.
Über zwei Freitreppen gelangte man von der oberen Terrasse aus zur Liegewiese und zum Sportplatz im Südwesten des Geländes. Direkt unter der Treppe war ein kleines Becken angelegt worden, in dem Goldfische gehalten wurden. Als Zuleitung diente ein Betonblock, dessen Wasserspeier als zweiflossiges Fischwesen gestaltet war.

## Hinweise
Vom Badegebäude war 2020 nur noch der Unterbau mit der oberen Terrasse und den beiden Schwimmbecken vorhanden, alles ist aber mittlerweile von dichter Vegetation überwuchert. Zu sehen ist auch noch ein Großteil des Geländers der oberen Terrasse mit Farbspuren der ursprünglichen, blauen, Lackierung, eine Hinweistafel und die Zuleitungen der beiden Freiluftduschen am Abgang zur Liegewiese. Das darunterliegende Goldfischbecken ist ebenfalls noch erkennbar, der Wasserspeier wurde abgeschlagen. Am Sportplatz stehen noch die beiden Säulen eines Fitnessgerätes. Das Brunnenhaus im Westen des Geländes ist noch vollständig erhalten.
Vom Betreten der Ruine, besonders deren oberen Bereiche, wird wegen der hohen Sturz- und Verletzungsgefahr dringend abgeraten.